# Pour l'amour d'un Stradivarius
Pour les articles homonymes, voir Stradivarius (homonymie).
Pour l’amour d’un Stradivarius est un roman autobiographique, publié en 2004 par le violoniste français Pierre Amoyal. Il est basé sur un fait réel, le vol de son violon Kochanski.

## Résumé
Né en 1949, à 7 ans, l’auteur fait 5 heures de violon par jour et a le 1er prix du Conservatoire de Paris à 9 ans. Il y est professeur à 28 ans. En 1987, il se fait voler son Stradivarius à Turin. De plus, sa secrétaire n’avait pas payé l’assurance. L'affaire est médiatisée et de grosses recherches engagées. Il en rachète un autre, le « Milanollo », un Stradivarius de 1728. Il devient professeur au Conservatoire de Lausanne en 1989. Le violon dérobé sera retrouvé en 1991. Ne sachant jamais lequel choisir, il revend le second.